# 韓樹猷
韓樹猷（1831年7月2日—？），字維楨，號裕亭，四川省重慶府長壽縣邑北雙龍場土井壩人，民籍，優膳生。晚清政治人物。

## 生平[1]
- 同治六年丁卯並補壬戌本省鄉試中式第155名，會試中式第234名，覆試第二等第25名，殿試三甲140名。
- 捐知縣進士本班儘先選用，籤掣直隸保定府容城縣知縣[2]，同治十一年六月到任，光緒六年，以通籍至今十餘年，未得回家祭掃，請開缺回籍修墓[3]。

## 家世及師傅[1]
- 高祖慕愈，曾祖範，祖懋勳、父坦，母向氏，妻廖氏，子濱、洵、湘。
- 堂伯叔祖：韓鼎晉：號樹屏，乾隆己酉科選拔，中是科舉人，乙卯恩科進士，翰林院庶吉士，授職檢討，歷任科道，欽命福建陝甘等處學院，甲子科湖南主考，戊寅順天鄉試監臨，轉授工部侍郎，升任倉場總督，誥授榮祿大夫，崇祀鄉賢。
- 業師：
  - 黃鐘音，字毅甫，道光十三年癸巳科進士，工科掌印給事中、廣東肇羅道。
  - 張正椿，字友榆，道光二十五年乙巳恩科進士，翰林院編修加贊善銜，內閣侍讀，前任廣西學政。
  - 李惺，字西漚，墊江縣人，嘉慶二十二年丁丑科翰林院左春坊贊善、國子監司業，掌教錦江書院。
  - 朱允惇（朱慶鏞），字曉霞，廣西博白縣人，道光十三年癸巳科進士，長壽縣知縣、嘉定府知府。
  - 蔡振武，字麟洲，浙江仁和縣人，道光十六年丙申恩科進士，四川學政，蒙取第一名入學。
  - 支清彥，字少鶴，浙江海鹽縣人，道光十八年戊戌科進士，四川學政，蒙取超等第一。
  - 孫毓汶，字萊山，山東濟寧州縣人，咸豐六年丙辰科榜眼，內閣侍讀學士，丁卯四川鄉試大主考。
  - 李文田，字若農，廣東順德縣人，咸豐九年己未科探花，詹事府中允，丁卯四川鄉試大主考。
  - 王宮午，字介卿，河南祥符縣人，咸豐十年庚申恩科進士，欽加運同銜，丁卯四川鄉試同考官。